# 罗马帝国的衰落

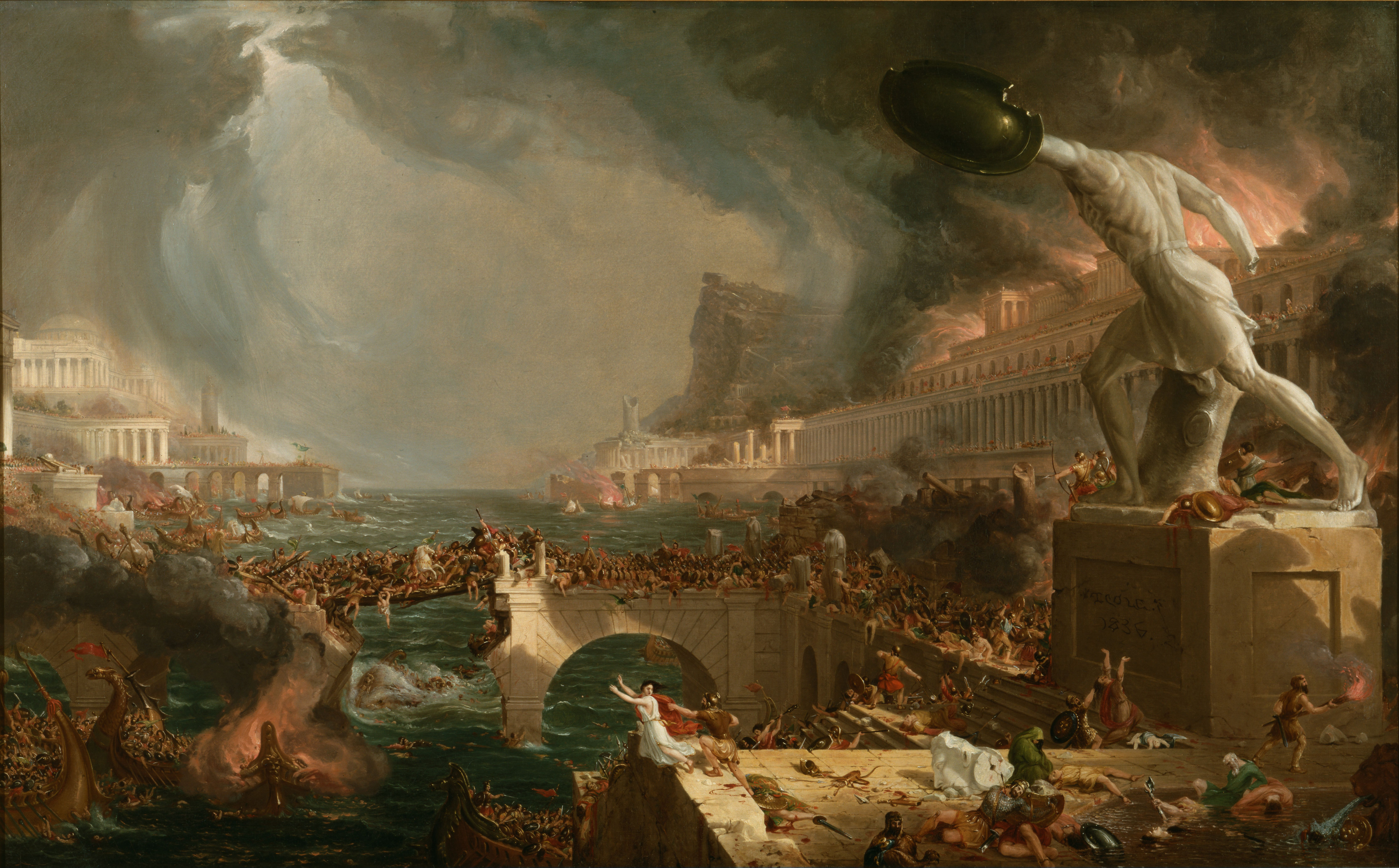
《帝國的推移:毀滅（1836年）》，靈感來自於455年汪達爾人羅馬之劫 (455年)羅馬城

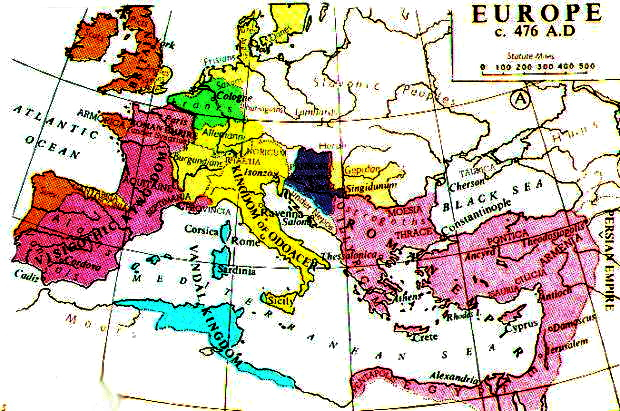
476年的歐洲，《缪尔歷史地圖集（1911年）》

羅馬帝國的衰落（英語：The Fall of the Roman Empire），亦称西罗马帝国的衰亡（英語：The Fall of the Western Roman Empire）是指羅馬帝國社會，包括政治、經濟、文化、軍事和社會機構等的逐步瓦解和崩潰，最终使西歐遭受蠻族入侵和占據的厄運，终结了西罗马帝国，並且開始進入歐洲中世紀時期。
《羅馬帝國衰亡史》（1776年）的作者爱德華·吉本所做的定義如上，但吉本不是第一個對羅馬帝國衰落的原因和具體時間提出質疑的人。「從十八世纪起」，吉本評論說，「我們開始沉迷於它的衰落史；我們將它捧為可知的沒落史的範本，也因此，作為我们對現實擔憂的一個像徵」。羅馬帝國的衰落已經成为最大的历史话题之一而被广泛讨论，吸引了眾多學者的興趣。1984年，德國歷史教授亞歷山大·德曼特出版的專著中列舉了前人給羅馬衰亡的210種解釋，而新的理論也從那時起紛紛被提出。
羅馬帝國的衰落和西罗马帝国的灭亡，標誌著古典時代的終结和歐洲中世纪的開始。大衰退持續了約320年，告終於西元476年9月4日，即西羅馬帝國皇帝羅慕路斯·奥古斯都被日耳曼將軍奧多亞塞廢黜之日，但被東羅馬帝國承認的皇帝尼波斯政權在達爾馬提亞苟延殘喘到480年。根據吉本的評述，東羅馬帝國從此卻越来越强大，一直存在到君士坦丁堡的淪陷（1453年5月29日）。關於羅馬帝國终結的標志性時間還有：378年的阿德里安堡戰役；狄奧多西一世去世的395年，也是羅馬帝國政治統一的最後一年；日耳曼部落大規模穿越莱茵河的406年（羅馬軍團因意大利告急而撤出了邊境）；410年，近八百年牢牢掌控在羅馬人手里的羅馬城淪於蠻族；最後一位努力恢復西方失地的東羅馬皇帝查士丁尼一世565年的去世；632年伊斯蘭勢力的崛起。
長期以来關於羅馬的衰落的理論汗牛充棟，也有關於歸根到底是不是衰落的爭論。不少學者主張與其說是衰落，不如把這個過程概括為“曲折的發展”更加的確切。

## 概览

### 政治

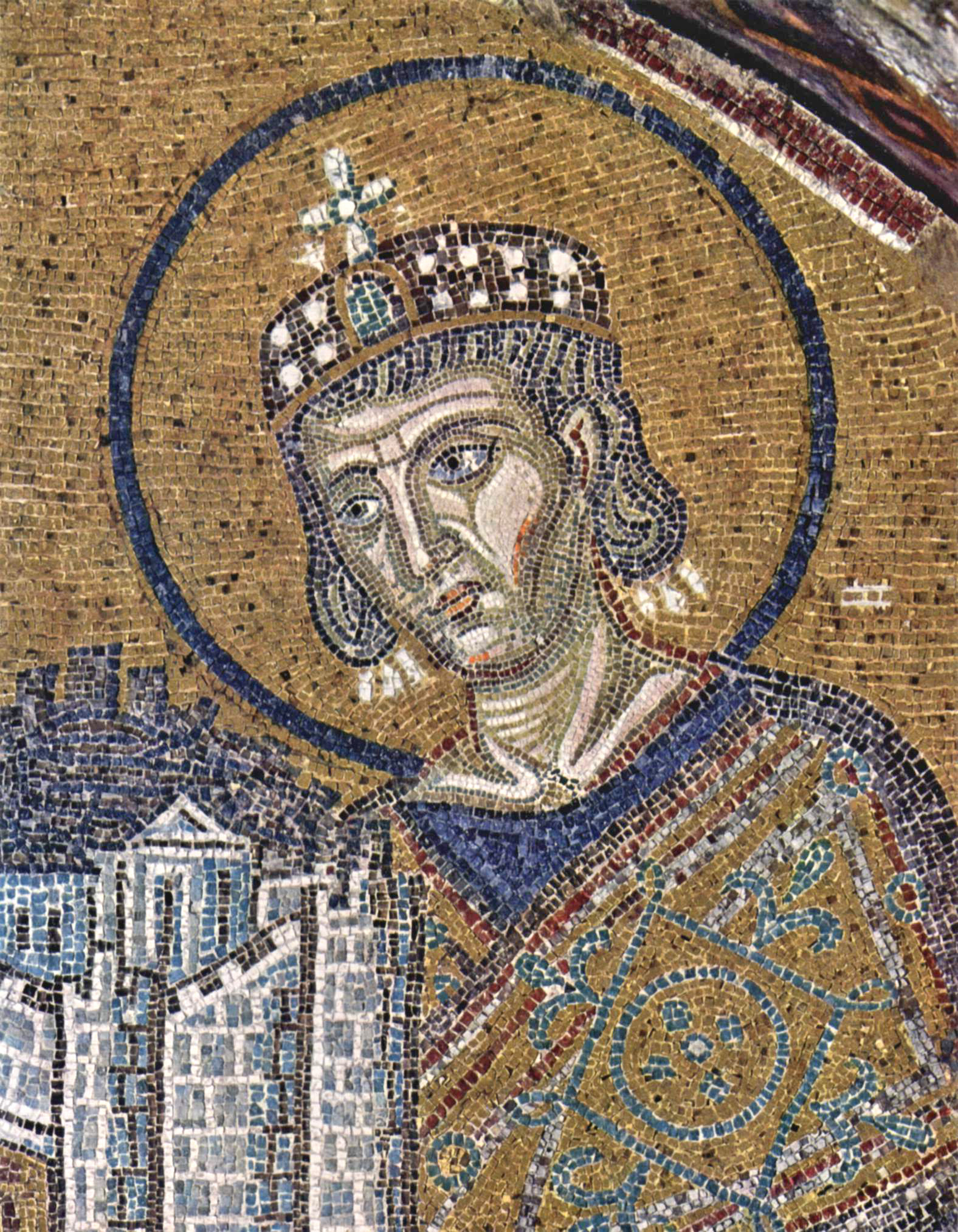
君士坦丁大帝

罗马帝国在3世纪又发生了严重的政治危机，这表现为政治混乱和内乱外患加剧、中央集权的帝国政府陷入分裂和瘫痪状态。安敦尼王朝末代皇帝康茂德被杀后，罗马就发生了皇位争夺战，近卫军、各行省纷纷拥帝自立。经过四年的混乱，潘诺尼亚总督塞维鲁得胜登基，建立塞维鲁王朝（193年—235年）。235年，皇帝亚历山大被政变的军人杀害。在灾难深重的235年—285年，大约有20多个人当过皇帝，其中只有一位不是因谋杀、战死或被俘而亡的。到70年代，分裂出来的帕米拉王國和高卢帝国重新合并，帝国暂归统一。3世纪末、4世纪初的帝制改革多少拯救了帝国的命运：长期对蛮族和波斯人作战，收复了一些失地；稳定物价、为职业定级；还加强了城市的权力。此外，戴克里先用繁琐、庄重的宫廷礼仪，摒弃了「元首」的幌子，提升皇帝的权威。戴克里先皇帝和君士坦丁大帝力图求新，将松散的帝国建成有庞大的军队和官僚机构支持的专制国家。然而，这时期的行政人员过于强调帝国东西方差异，对后来的“中世纪西方”文化的发展产生了深远的影响。330年，君士坦丁将首都东移至拜占庭，取名“君士坦丁堡”，帝国的权力中心实际东移了。他还在新都建立了一个与罗马的并列的元老院，实际上并不起作用，君主专制已经最终确立。然而，君士坦丁死后，皇位争夺战再次爆发。尽管在狄奥多西一世时期国家得到短暂的统一了，但395年后帝国永久分裂为东罗马帝国和西罗马帝国。408年斯提利科死后西部帝国失去了强势的将领，皇帝成了日耳曼雇佣军下的傀儡。

### 经济社会
罗马帝国在3世纪时出现明显的社会经济崩溃的情况，饥荒、疾病和洪水比以前更多见。几代以来，罗马吸收并垄断那流通于地中海地区的货币，建立持久的投机方法和成功的高利贷制度。巨富的豪华生活引起奢侈的大量消费，而这种奢侈品的贸易又使大批贵金属尤其是白银，流入西亚、印度，甚至中国。罗马帝国不能以相应的国内产品来抵消进口商品，结果出现經常超支，3世纪中期以后的金银矿产出不足以弥补亏空。货币危机使商业萧条、城市没落，增强农业经济实体的独立。处于苛政、重税和战争之下的小农，难以维持其地位，纷纷把土地献给大地主以求庇护，然后再从地主手中租种土地，变成佃农。因此庇护制逐渐盛行，成为贫苦农民向隶农转化的新途径。在高卢、北非和埃及等行省中，大批隶农从庇护制中产生。在此时期，隶农制获得进一步发展，其来源除了贫苦农民和奴隶以外，又增加迁入罗马帝国境内的日耳曼部落居民。生活费用从256年到280年涨整整10倍，军费暴涨，苛捐重税。中等阶级上层为逃避岢税，爬上元老地位；而中产阶级的下层，遭受着社会不景气和贫困的灾难。在帝国後期，富者愈富，贫者愈贫，罗马皇帝越来越靠富人，换句话说，富人阶层逐漸控制政府。于是，大地主不断吞并小土地，自给自足的农业经济本已在经济危机中增加，在此时大领地越来越像国家中的半独立政體。贵族们不再喜欢居住在破败的城市而选择乡村，远离一团糟的公共事务。这破坏帝国结构的完整和深刻改变帝国社会结构。4世纪前期，帝国中心从西部转移到东部后，东部的新兴城市和较为活跃的商贸加大东西差异。东部对西部输送丝绸、胡椒、珠宝和谷物，西部却只有奴隶、战马此外便没什么可以交换，金币的数量也越来越少。

### 科技文化
帝国时代起哲学和科学发展开始趋于停滞，爱德华·吉本就曾于《罗马帝国衰亡史》中感叹于这一时期再难有开宗立派的学说或思想出现。3世纪起随着罗马帝国剥去共和制外衣，逐渐向彻底的军事独裁政权转变，社会上层对公共事务与大众福利的投入大幅减少，加上三世纪危机所引起的剧烈社会动荡，罗马的艺术和工艺水准急剧下滑。三世纪后期罗马的雕像风格趋于抽象化，以强调统治者的力量和形象为主要目的，对细节的描绘大幅减弱。修建于312年的君士坦丁凯旋门已需要从罗马城其余的公共建筑上拆卸浮雕来装饰。古典时代基于透视和解剖学的雕塑艺术渐渐失传，基督教会对偶像崇拜的激烈反对也是古罗马雕刻水平下降的可能原因。

### 民众暴乱
混乱的政治和经济社会秩序难免使暴乱频发，流氓、强盗横行，更重要的是，奴隶和隶农的暴乱摧残着这个国家。269年在高卢地区爆发奴隶和隶农起义的巴高达运动规模最大，起义者自立皇帝，自铸钱币，运动持续到286年才被镇压下去。4世纪30年代兴起的阿哥尼斯特运动，参加者有奴隶、隶农和农民，还有反对罗马统治的土著居民柏柏尔人。阿哥尼斯特运动与多那图斯教有着密切联系，带有明显的宗教色彩。他们袭击大地主和高利贷者，摧毁大庄园，焚烧奴隶的名单和债券。运动在40年代发展到高潮，后为罗马军队镇压。368年—369年在不列颠发生了纳税人的暴动，巴高达运动在高卢余焰重燃。372年，毛里塔尼亚发生费尔姆领导的起义。由于费尔姆和阿哥尼斯特联合起来进行斗争，起义声势浩大，席卷毛里塔尼亚大部分地区，后经两年战争才被罗马镇压。

### 蛮族入侵

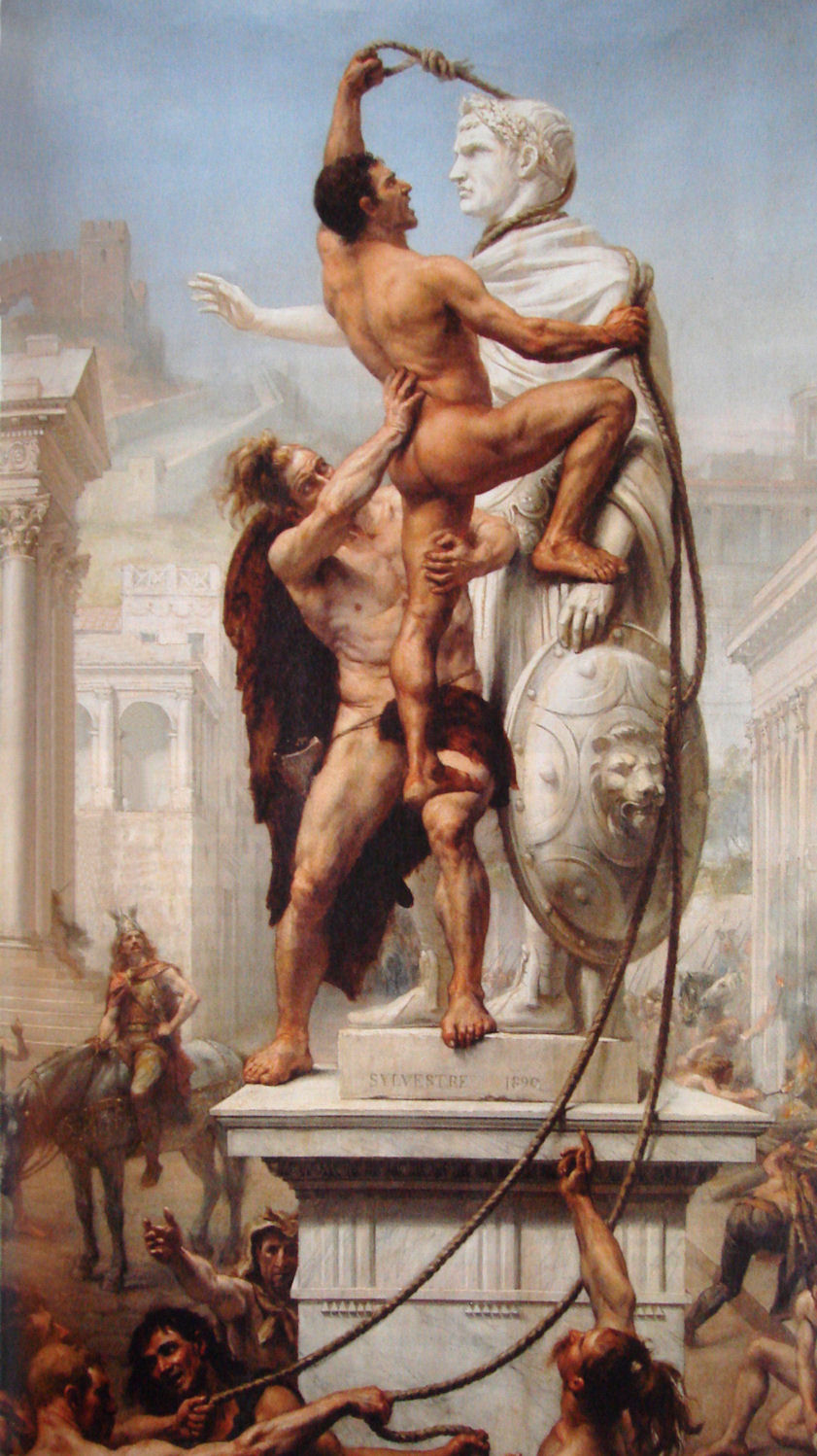
410年罗马的陷落

在罗马帝国北方边境外的蛮族，自始就是对罗马帝国的威胁。他们早在1世纪就曾击败过罗马军队；在2世纪到3世纪中期，已有不少蛮族人深入帝国活动，或充当雇佣军，或在边境请求赐予土地耕种。但在4世纪晚期以前，罗马人总能够成功将他们驱逐，或将他们同化到自己的社会结构中来。罗马采取以蛮制蛮的政策，吸收蛮族人入伍，导致罗马军队逐渐蛮族化，把大批蛮族部落居民以军事移民方式迁到罗马边境，又为后来蛮族大规模入侵开方便之门。4世纪后期，匈人从里海附近西迁，推动日耳曼部落大迁徙浪潮。最先是西哥特人，为躲避匈人的铁蹄进入帝国东部避难。但西哥特人不甘罗马官员的欺压，发动暴乱，在阿德里安堡战役中战胜罗马军队，皇帝瓦伦斯战死。继位的狄奧多西一世被迫与西哥特人订立和约，将色雷斯和马其顿的土地划分他们定居，供给粮食，起义才平息下来。4世纪末，西哥特人在其首领阿拉里克率领下，蹂躏巴尔干半岛，然后进军意大利，沿途许多奴隶、隶农和农民加入西哥特人队伍，声势浩大。罗马406年从莱茵河调军回援，却引起更大规模的其他日耳曼部落的入境。408年阿拉里克包围罗马，勒索大量钱财才暂时退兵。410年阿拉里克再次围困罗马，城内起义的奴隶打开城门，放进西哥特人，于是这座誉为“永恒之城”的罗马城在奴隶和蛮族的内外夹攻下首次陷落。西哥特人入城后大肆劫掠。不久，他们向西进入高卢南部，继而将前已占领西班牙的汪达尔人逐走，于419年建立以土鲁斯为都城的西哥特王国。而汪达尔人在5世纪初越过莱茵河侵入高卢，后又南下西班牙，被西哥特人打败后，渡海进入北非，于439年攻克迦太基城，建立汪达尔王国。他们占领北非，等于切断罗马的一个重要的粮食来源；汪达尔人的海盗行为也打破地中海地区平静，进而破坏罗马帝国本身本已十分脆弱的商业网。455年，汪达尔国王蓋薩里克率领大批舰队渡海北上，攻陷罗马，又把罗马洗劫一空。劫后罗马仅存居民7000人。此时，法兰克部落和勃艮第人已经成为高卢的新居民和征服者。5世纪中期，匈人在阿提拉的领导下跟踪而进，狂扫东罗马帝国、意大利和高卢，以求和之名勒索钱财，进行杀戮和劫掠。罗马人联合西哥特人、法兰克人和勃艮第人进行抗击。后军中瘟疫，又逢阿提拉去世，匈人便引兵而退。西罗马帝国在其风蚀残年里的势力仅限于亚平宁半岛，在其他地方已经完全被蛮族出身的军事冒险家所占领。懦弱的皇帝被掌握意大利实权的蛮族将领废黜，也只是时间的问题。

### 基督教的兴起
宗教的创立，与其说是由于神学，不如说由于社会原因和经济条件。吉尔柏·墨累勋爵在他的一本出色的书里，指出早期基督教的城市性质：「当我企图从大堆教义，如諾斯底主義、三位一體说、一性论、阿里阿教派等的教义了解基督教的时候，我一无所得...基督教起初流传于安提阿和利凡得的许多商业和制造业城市的下层社会，然后由于本能的同情，它传入罗马和西方的类似阶层中间，并且和其他一些神秘教派一样，它的影响就扩大了起来」。基督教产生后其信徒的社会成分有自由民，也有奴隶和被释放的奴隶，但主要以下层民众为主。在基督教早期阶段，基督教会曾实行财产共有，外界视其为一种秘密宗教组织。到尼禄皇帝（54年—68年）在位时，教会的人数已增长到不可忽视的程度，从公元60年代中期罗马帝国政府的逼害就开始了。当时教徒普遍不分种族及社会阶层，就连当时的奴隶在信主以后亦可即时被接纳为弟兄。在此后的几个世纪，社会各阶层愈来愈多人加入教会，二世纪末罗马社会上层也开始有人信教。到君士坦丁一世在位時，在不少省份中已有不少基督徒擔任重要職務，擁有能左右國家事務的權力。為了得到基督徒的支持，並期望以一神論代替多神論來重建一個統一的羅馬帝國，313年君士坦丁发布了米兰诏令，基督教从此成为合法宗教，基督徒的人身和财产获得了法律的保护。这样，罗马人民不论贫富都可拜在基督门下。基督教会反对民族区别，因此有不少外族包括日耳曼人、哥德人都開始信奉基督教。傳統希臘羅馬神話的多神信仰仍然存活了一個多世紀，但和一神教的基督教衝突日增，在亞歷山大城在宗主教區利羅治下，驅逐了猶太教人、焚燒了亞歷山大圖書館，自稱信奉基督的暴徒更殺害了希臘哲學家希帕提婭，進一步標誌著古典哲學輝煌的時期告一段落，代之而起的是基督教神學的時代。但一神論並沒有帶來一統的羅馬帝國，反而宗教的爭端漸多。在君士坦丁堡及帝國的東部，希臘語仍然是流通的語言，新約聖經亦是以希臘語流傳。在羅馬及帝國的西部，則以拉丁文傳教。在羅馬、君士坦丁堡、安提亞、亞歷山大城、耶路撒冷的牧區互不統屬。在幾次的大公会议中，基督教被国教化，三位一體被確立為正統，但其他學說則被視為異端，聶斯脫利被逐出教會在中東形成東方亞述教會，阿里烏教派亦被逐出教會。教會不復是一个由穷人和中等阶层的人所组成的宗教社会，而变成为统治势力，組成阶层式和官僚式组织的团体，崇尚奢靡、争权夺利。但亦有學者認為在羅馬帝國衰落的時期以至中世紀，基督教的死後永生和救贖論是在充滿動亂的時代人們的慰藉，而部份希臘羅馬的傳統亦被基督教吸收，因此罗马時代遺留的一些社会结构痕迹亦隱約地保存下來。

## 要事年表

### 2世纪
- 192年，暴君康茂德被弑开启五帝之年
- 193年，佩蒂纳克斯被弑，禁卫军公开拍卖帝座
- 197年，塞普蒂米乌斯·塞维鲁击败竞争者建立塞维鲁王朝，罗马帝国进入短暂稳定期

### 3世纪
- 212年，暴君卡拉卡拉頒布了導致羅馬公民和军队蠻族化的安東尼努斯敕令
- 235年，亚历山大·塞维鲁被弑，塞维鲁王朝终结，军营皇帝时代开始
- 235年—284年，三世纪危机，政局极为动荡，文官政府和元老院失去效能，皇帝被弑频率急剧增高
- 273年，奥勒良重新统一罗马帝国
- 284年—305年，戴克里先统治时期，结束三世纪危机，四帝共治开始

### 4世纪
- 306年—337年，君士坦丁一世统治时期，米兰敕令颁布，罗马帝国的信仰开始由多神教转向基督教
- 330年，迁都君士坦丁堡，帝国的经济和政治重心转向东部
- 376年—382年，第一次哥特战争，378年发生了著名的阿德里安堡战役
- 379年—395年，狄奥多西一世，即罗马帝国统一时期的最后一位皇帝在位。
- 395年，罗马帝国被一分为二，次子霍诺留继承西罗马帝国，长子阿卡狄乌斯获得东罗马帝国（即拜占庭帝国）

### 5世纪
- 402年，西罗马帝国迁都拉文纳
- 406年，由于匈人入侵，汪达尔人、苏维汇人和阿兰人大规模越过莱茵河
- 410年，西哥特人首次洗劫罗马城。
- 434年—453年，阿提拉领导下的匈人大入侵
- 455年，罗马城再度被汪达尔人洗劫
- 461年—468年，西罗马对汪达尔人的大规模反击失利
- 476年，罗慕路斯·奥古斯都被奥多亚塞废黜，西罗马帝国灭亡

## 部分有关论述

### 通货膨胀说
罗马帝国后期给世人留下最长久的证物是它的铸币。西罗马帝国晚年的硬币提供了铸币成分掺假的证据，银铸币的情况尤甚。在那些年，与以前同样面值的货币含有更多的低廉金属，仅仅在表层镀上贵金属。
许多历史学家认为帝国在短时期内快速扩张，出现了通货膨胀，加速了帝国的衰落趋势。由于帝国幅员辽阔，财政需要庞大的预算，去维持赖以生存发展的基础设施，包括道路（通信、运输、军事所必不可少的）、水渠（许多城市需要供水）。此外，因帝国征服别国和民族的土地而不得不面对周边敌人，故大量的黄金、白银须消耗在军费上。为了应付上述问题，国家不得不频繁加税，也因此发行了劣质货币，导致恶性通货膨胀。相反地，帝国征服的做法更加剧了政府和社会的经济压力，一些历史学家因此认为通货膨胀是罗马衰落的关键所在。

### 维吉提乌斯的军事退步说
5世纪的军事思想家维吉提乌斯呼吁改革，以去除削弱军队战斗力的不利因素。历史学家亚瑟·费里尔认为罗马帝国，特别是军事方面的没落很大程度上由于日耳曼雇佣兵涌入军队行列。“日耳曼化”引起军队文化水平下降，即“野蛮化”，不仅导致军备废弛和军事训练水平下降，还对士兵们对罗马政府和将军的忠诚产生负面影响。费里尔认同罗马史学家阿诺德·琼斯的观点：
|  | 贸易和手工业的萧条并不是罗马没落的原因。农业也有衰退的趋势，一些从前的耕地被搁到一边，有些地方这种弃置还是很大的规模，尽管有时候确实蛮族的入侵所致。然而，引起这种窘迫的主要原因是对小土地（相对于大地主领地而言）过高的税率，因此小土地荒废。 |

琼斯十分肯定的是，庞大的军费开支刺激高税收，间接地引起蛮族的入侵。

### 环境退化
有一种说法是，环境退化导致了人口下降和经济萧条。森林开伐和过度放牧致使农田和草原退化，不合理的灌溉和排水系统泛滥也产生了土地盐渍化问题，在北非尤为严重。这些人为活动的后果是，原本肥沃的土地变得不宜耕作，在有些地区最终出现了荒漠化，许多野生动物灭绝。上述论断是贾德·戴蒙在《大崩坏》一书中所探究的。另外，高税收和徭役使人们被要求在原有的农田上，产出更多用于交易和供给人口稠密的城市的粮食。罗马的城市裡有着大量从事各种专门工商业的人口，一旦没有了资源补给，粮食和水的短缺、疾病便蔓延了。

### 古代晚期说
由彼得·R·L·布朗首创的“古代晚期”研究领域学者们，继承了亨利·皮朗的相关观点。他们认为，罗马的后期文明的转化历时几个世纪，中世纪文化是建立在罗马文化基础之上的，古典文明和中世纪文明有着一脉相承的联系。故而这个转化是一个渐进的历史进程而不是历史的突然断层。布朗在他的书裡写道：
「我们自然所想到的造成罗马后期危机的因素：城市化带来的问题，公共灾害，外来宗教思想的侵蚀，宗教信徒们的期望提高和恐惧加深——在2世纪晚期和3世纪也许没有人们想象的严重。地中海的城镇本来是小城镇，而里面的居民与农村村民们的生活方式是迥异的，故而乡村化的趋势也是不明显。」

### 铅中毒说
古羅馬自來水系統以使用鉛管而聞名，但古羅馬人體鉛的主要來源並非自來水；古羅馬工程師在建設供水系統時、已經盡量的減少鉛管的使用，而古羅馬供水系統長年流動又多輸送硬水、會大幅減少鉛的溶出量，古羅馬自來水平均含鉛量仍符合現代衛生標準；供水系統禁用鉛管是現代才開始實施的，目前許多國家也尚未全面汰換舊有的鉛管。
除了蜂蜜以外，古罗马人的甜味剂是寥寥无几的。他们会在铅锅裡做一种甜味的浓果浆，可调甜酒和食物。而煮沸的糖浆裡含有醋酸铅
这种糖浆的主要烹调用途是为葡萄酒调味，但也会用作瓜果和肉菜的添加剂、酸化剂，甚至還被用來喂食动物以使他们的肉更加美味。糖浆加在加隆酱汁上是当时盛行的调味料。糖浆又可与蜂蜜、水一起醃製木瓜、甜瓜，有些罗马妇女也用作美容，在军队的储粮中也常常作为食品防腐剂。以下列表是对罗马帝国民众生活中的铅摄入量的估计：
| 人群 | 来源                 | 铅浓度               | 每日摄入量           | 吸收率               | 每日吸收量           |
| ---- | -------------------- | -------------------- | -------------------- | -------------------- | -------------------- |
| 贵族 |                      |                      |                      |                      |                      |
|      | 空气                 | 0.05 µg/m3           | 20 m3                | 0.4                  | 0.4 µg/天            |
|      | 水                   | 50（50-200）µg/l     | 1.0 L                | 0.1                  | 5（5-20）µg/天       |
|      | 酒                   | 300（200-1500）      | 2.0 L                | 0.3                  | 180（120-900）µg/天  |
|      | 食物                 | 0.2（0.1-2.0）µg/g   | 3 kg                 | 0.1                  | 60（30-600）µg/天    |
|      | 其他                 |                      |                      |                      | 5.0 µg/天            |
|      | 總計                 |                      |                      |                      | 250（160-1250）µg/天 |
| 平民 |                      |                      |                      |                      |                      |
|      | 食物较少，酒消耗相同 | 食物较少，酒消耗相同 | 食物较少，酒消耗相同 | 食物较少，酒消耗相同 | 35（35-320）µg/天    |
| 奴隶 |                      |                      |                      |                      |                      |
|      | 食物更少，酒0.75L    | 食物更少，酒0.75L    | 食物更少，酒0.75L    | 食物更少，酒0.75L    | 15（15-77）µg/天     |

铅不会快速从人体内排出，而是形成磷酸盐累积在骨中。这种物质在现存的骨骼中已被检测出来。来自明尼苏达大学的萨拉·比塞尔博士对赫库兰努姆发现的骨骼所进行的化学分析发现，铅浓度达到了84 ppm，这个数据相对于古希腊山洞发现的含3 ppm铅的骨骼，以及现代美国人和英国人骨骼中20—50 ppm的铅含量，被认为是很高的。
铅中毒对罗马帝国的衰落影响有多大，现在还存在巨大的争议。相对于铅中毒说，一些历史学者仍引用其他因素作为罗马衰亡的更重要原因。